# Чемпионат Канады по кёрлингу среди женщин 1972
12-й чемпионат Канады по кёрлингу среди женщин 1972 (англ. 1972 Macdonald Lassies Championship) проводился в городе Саскатун (провинция Саскачеван) c 28 февраля по 2 марта 1972 года. В провинции Саскачеван чемпионат проводился во 2-й раз,  в городе Саскатун впервые. Это было первый розыгрыш чемпионата Канады по кёрлингу среди женщин, когда его главным спонсором стал (и это было отражено в названии чемпионата) табачный концерн Macdonald Tobacco, который в то время был и главным спонсором чемпионата Канады по кёрлингу среди мужчин.
В турнире приняло участие 10 команд, представляющих провинции и территории Канады.
Чемпионом стала (5-й раз в истории чемпионатов и в 4-й раз подряд) команда, представлявшая провинцию Саскачеван (для команды, которую возглавляла скип Вера Пезер, это была 2-я победа в чемпионатах и 2-я подряд, для самой Веры Пезер — 3-й чемпионский титул). Серебряные медали завоевала команда, представлявшая провинцию Манитоба (скип Joan Ingram), бронзовые медали — команда, представлявшая провинцию Альберта (скип Betty Cole).

## Формат соревнований
Команды играют между собой по круговой системе в один круг. Если у команд, претендующих на первое место, оказывается одинаковое количество побед, между ними проводится дополнительный матч (тай-брейк).

## Команды
| Команда               | Четвёртый          | Третий            | Второй          | Первый            | Клуб                              |
| --------------------- | ------------------ | ----------------- | --------------- | ----------------- | --------------------------------- |
| Альберта              | Polly Beaton       | Doreen DesHarnais | Jan Blingert    | Terry Kope        | Medicine Hat CC (Медисин-Хат)     |
| Британская Колумбия   | Sharon Bettesworth | Barbara Benton    | Kay Minchin     | Sheila Reeves     | Kitimat Ladies CC (Kitimat)       |
| Квебек                | Lee Tobin          | Pat Haslam        | Marilyn Hone    | Michelle Garneau  | Montreal Caledonia CC (Уэстмаунт) |
| Манитоба              | Audrey Williamson  | Mabel Mitchell    | Florence Yeo    | Dru Dickens       | Brandon CC (Брандон)              |
| Новая Шотландия       | Helen Rowe         | Rita Williams     | Sharon Nelson   | Maureen Banyard   | Greenwood Ladies CC (Greenwood)   |
| Нью-Брансуик          | Sheila McLeod      | Barbara Douglas   | Ann Robinson    | Isabelle Lougheed | Capital WC (Фредериктон)          |
| Ньюфаундленд          | Sue-Anne Bartlett  | Ann Bright        | Frances Hiscock | Mavis Pike        | Carol CC (Лабрадор-Сити)          |
| Онтарио               | Helen Sillman      | Norma Knudson     | Marilyn Walker  | Elaine Tetley     | Thunder Bay CC (Тандер-Бей)       |
| Остров Принца Эдуарда | Marie Toole        | Jennie Boomhower  | Cathy Dillon    | Pauline Johnston  | Charlottetown CC (Шарлоттаун)     |
| Саскачеван            | Вера Пезер         | Sheila Rowan      | Joyce McKee     | Lenore Morrison   | Sutherland Ladies CC (Саскатун)   |

(скипы выделены полужирным шрифтом)

## Итоговая классификация
| М  | Команда               | Скип               | В | П |
| -- | --------------------- | ------------------ | - | - |
| 1  | Саскачеван            | Вера Пезер         | 8 | 1 |
| 2  | Манитоба              | Audrey Williamson  | 7 | 2 |
| 3  | Альберта              | Polly Beaton       | 7 | 2 |
| 4  | Квебек                | Lee Tobin          | 6 | 3 |
| 5  | Остров Принца Эдуарда | Marie Toole        | 5 | 4 |
| 6  | Ньюфаундленд          | Sue-Anne Bartlett  | 4 | 5 |
| 7  | Новая Шотландия       | Helen Rowe         | 3 | 6 |
| 8  | Британская Колумбия   | Sharon Bettesworth | 2 | 7 |
| 9  | Онтарио               | Helen Sillman      | 2 | 7 |
| 10 | Нью-Брансуик          | Sheila McLeod      | 1 | 8 |